# 21528 Chrisfaust
21528 Chrisfaust è un asteroide della fascia principale. Scoperto nel 1998, presenta un'orbita caratterizzata da un semiasse maggiore pari a 2,4247260 UA e da un'eccentricità di 0,0523495, inclinata di 4,33378° rispetto all'eclittica.
Porta il nome di Christina Lynn Faust, studentessa premiata nel 2005 al concorso internazionale Intel per la scienza e l'ingegneria.